# Judicatores
Los Judicatores son la casta Protoss encargada de preservar el Khala y de gobernarlos en el universo del videojuego StarCraft. Existen desde que concluyó el Eón del Conflicto y comenzó la Segunda Edad. Su sede se encuentra en Aiur, el mundo-hogar Protoss. Los Judicatores más ancianos y sabios se reúnen en una asamblea denominada El Cónclave, en la que se toman las decisiones más importantes sobre toda su raza. También se encargan de proteger el Dae'Uhl, la Gran Administración, que consiste en proteger a las razas inferiores y dejarlas desarrollarse. Ellos también son los encargados del Tribunal del Árbitro, edificio necesario para la transportación de las naves Árbitros a los campos de batalla. Ellos conducen dichas naves.
En el videojuego, cuando se juega utilizando la raza Protoss , se toma el papel de un Ejecutor, al que se le encargan misiones contra la amenaza Zerg y contra los prolíficos Terran. Se impersona a un oficial bajo el mando del Cónclave, y el oficial al mando es un Judicator, el inflexible y enemigo acérrimo de los Templarios Tétricos, Aldaris.
- Datos: Q1101801